# (4729) Mikhailmilʹ
(4729) Mikhailmilʹ es un asteroide perteneciente al cinturón de asteroides, descubierto el 8 de septiembre de 1980 por la astrónoma ucraniana Liudmila Zhuravliova desde el Observatorio Astrofísico de Crimea (República de Crimea).

## Designación y nombre
Designado provisionalmente como 1980 RO2. Fue nombrado Mikhailmilʹ en honor al científico Mikhail Leont'evich Milʹ que también era diseñador de helicópteros con los que consiguió 60 récords mundiales.

## Características orbitales
Mikhailmilʹ está situado a una distancia media del Sol de 2,219 ua, pudiendo alejarse hasta 2,608 ua y acercarse hasta 1,831 ua. Su excentricidad es 0,175 y la inclinación orbital 2,283 grados. Emplea 1208 días en completar una órbita alrededor del Sol.

## Características físicas
La magnitud absoluta de Mikhailmilʹ es 12,6. Tiene 5,989 km de diámetro y su albedo se estima en 0,449.